# Steve Beresford

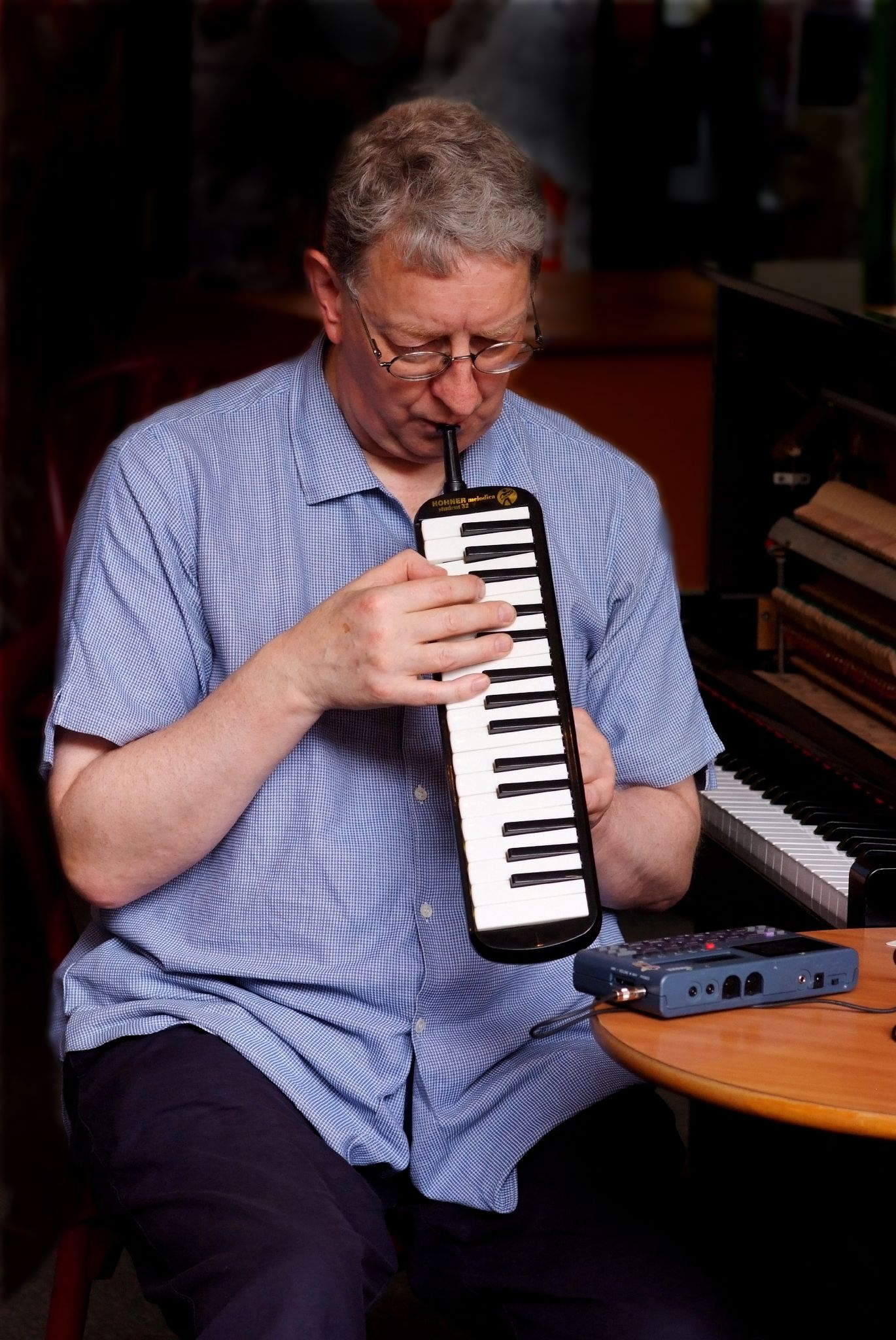
Steve Beresford

Steve Beresford (Wellington (Shropshire), 6 maart 1950) is een Britse pianist, multi-instrumentalist (hammondorgel, trompet, eufonium, basgitaar, elektronica), componist en arrangeur in de jazz en avant garde-muziek.

## Biografie
Beresford begon als kind op de piano, toen hij vijftien was studeerde hij klassiek trompet. Hij studeerde aan de University of York. Na zijn studie bleef hij in York hangen, waar hij geïmproviseerde muziek speelde en met theatergroepen werkte. In 1974 verhuisde hij naar Londen. Hierna werkte hij met talloze musici en in veel projecten in de jazz en geïmproviseerde muziek, maar bijvoorbeeld ook in de popmuziek.
Beresford speelde onder meer in de Company van Derek Bailey, de groep Alterations (met o.a. David Toop) en The Three Pullovers. Hij vormde over de jaren heen verschillende keren een duo met drummer Han Bennink, speelde in een duo met John Butcher en had een trio met Michel Doneda en Dennis Palmer, alsook met Lol Coxhill en Tony Coe (The Melody Four). Verder werkte hij onder meer samen met John Zorn en Christian Marclay. Andere musici waarmee hij speelde waren Gavin Bryars, Brian Eno en Eugene Chadbourne.
In de popmuziek werkte hij samen met bijvoorbeeld Ray Davis, The Slits, Frank Chickens, Tred Milton en The Flying Lizards.
Als componist heeft Beresford gewerkt voor filmsoundtracks (zoals de film "Pentimento") en bijvoorbeeld dansmuziek.
Beresford geeft les aan de University of Westminster.
In 2012 kreeg hij een Paul Hamlyn Award for Artists.

## Beresford in Nederland
Beresford heeft verschillende keren in Nederland opgetreden. Zo trad hij in 1981 als solopianist op tijdens het Holland Festival. In augustus 1996 waren er in het Bimhuis twee avonden lang Summer Sessions With Steve Beresford, met een uitvoering van 'Fish of the Week' dat Beresford enkele jaren eerder had gecomponeerd in opdracht van het CIM Festival in Den Haag.

## Discografie (selectie)
- The Promenaders (als Stuart Barefoot, samen met onder andere David Toop (Steve Topp) en Lol Coxhill (Loxhawn Rondeaux)), Y Records, 1983
- Deadly Weapons (met David Toop, John Zorn en Tonie Marshall), Nato Records, 1986
- Directly to Pyjamas (met Han Bennink), Nato Records, 1988
- Crocodiles Don't Cry, Tzadik Records, 1993
- 11 Songs for Doris Day, Melodie Records, 1994
- Signals for Tea: Steve Beresford, His Piano and Orchestra (met Masada van John Zorn), Avant Records, 1995
- Cue Sheets, Tzadik Records, 1996
- Short in the U.K. (met Dennis Palmer, Bob Stagner en Roger Turner), Incus Records, 1996
- B. + B. (met Han Bennink), ICP, 2000
- Three Piano's (met Pat Thomas en Veryan Weston), Emanem Records, 2000
- Cue Sheets II, Tzadik Records, 2002
- Ointment (met Tania Chen), Rossbin, 2004
- Check for Monsters: Live (met Okkyung Lee en Peter Evans), Emanem Records, 2009